# یواس‌اس بیب (۱۸۵۳)
یواس‌اس بیب (۱۸۵۳) (به انگلیسی: USS Bibb (1853)) یک کشتی بود که طول آن Unknown بود. این کشتی در سال ۱۸۵۳ ساخته شد.